# Nyssodrysternum ocellatum
Nyssodrysternum ocellatum es una especie de escarabajo longicornio del género Nyssodrysternum, tribu Acanthocinini, subfamilia Lamiinae. Fue descrita científicamente por Bates en 1885.

## Descripción
Mide 6,9-11,6 milímetros de longitud.

## Distribución
Se distribuye por Bolivia, Brasil, Costa Rica, Ecuador, Guayana Francesa, Honduras, México, Nicaragua, Panamá, Perú y Venezuela.